# Božićna osmina
Božićna osmina ili Božićna oktava jest osmodnevno razdbolje Božićnoga kruga liturgijske godine, između svetkovina Božića i Svete Marije Bogorodice. Za Božićne osmine slave se blagdani Svetoga Stjepana prvomučenika (Štefanje, Stipandan; 26. prosinca), Svetoga Ivana apostola i evanđelista (Ivanje, Ivandan; 27. prosinca), Nevine dječice (Mladinci; 28. prosinca) i Svete Obitelji (prva nedjelja po Božiću ili 30. prosinca). Izuzev mučeničkih blagdana, boja liturgijskoga ruha za svetih misa je bijela.
U kršćanskoj simbolici osmi dan označava nedjelju, slavljenje euharistije, dan uskrsnuća Kristova, ali i puninu vječnoga života. Smisao Božićne osmine sabranije je, intenzivnije razmatranje Božićnoga otajstva (utjelovljenja Isusa Krista). Dok je razdoblje Došašće duhovna priprava za slavljenje Božića (kao i Korizma za Uskrs), Božićna je osmina središnje vrijeme Božićnoga kruga crkvene godine, koji se nastavlja blagdanima Bogojavljanja i zaključuje proslavom Krštenja Gospodinova.
U slavlje Božićne osmine ulaze i neobavezni blagdani, spomendani Tome Becketa te Silvestrovo tj. blagdan pape Silvestra I., na koji se slavi misa zahvalnica i svečano pjeva himan Te Deum.
Božićna osmina naziva se još i Krvava osmina (Krvava oktava) jer se tijekom nje slave tri „mučenička blagdana”, sv. Stjepan Prvomučenik, Nevina dječica i Toma Beckett. Boja liturgijskoga ruha na euharistijskim slavljima tih dana je crvena. Njima se nerijetko pridaje i sv. Ivan apostol, koji je bio u zatočeništvu na Patmosu, uz što se povezuju i njegove riječi iz Otkrivenja (Otk 1, 9): „Ja, Ivan, brat vaš i suzajedničar u nevolji, kraljevstvu i postojanosti, u Isusu: bijah na otoku zvanu Patmos radi riječi Božje i svjedočanstva Isusova“. U mučeničkom karakteru božićnoga vremena očituju se Kristova obećanja konačne pobjede, u onozemaljskom: „U svijetu imate muku, ali hrabri budite – ja sam pobijedio svijet“ (Iv 16, 33) te „ne boj se onoga što ti je trpjeti! Evo, Sotona će neke od vas baciti u tamnicu da budete iskušani. Bit ćete u nevolji deset dana. Budi vjeran do smrti i dat ću ti vijenac života“ (Otk 2, 10).